# Gonzalo Goñi
Marcos Gonzalo Goñi (n. Pedro Luro, 16 de agosto de 1998) es un futbolista argentino que juega en Club Atlético Platense  que se desempeña de defensor.

## Trayectoria
Se formó en el Fortín Club, por lo que luego pasó a Boca Juniors en donde jugó a un buen nivel en categorías inferiores del club, lo que le valió convocado para su selección (2014, dirigido por Miguel Ángel Lemme), donde además fue capitán.

## Clubes
| Club                          | País      | Año       |
| ----------------------------- | --------- | --------- |
| Boca Juniors                  | Argentina | 2015-2020 |
| Agropecuario (Cedido)         | Argentina | 2018-2019 |
| Estudiantes (BA) (Cedido)     | Argentina | 2019-2020 |
| Godoy Cruz                    | Argentina | 2020-2023 |
| Arsenal (Cedido)              | Argentina | 2021-2022 |
| Central Córdoba (SE) (Cedido) | Argentina | 2023      |
| Barracas Central              | Argentina | 2024      |

## Palmarés

### Campeonatos nacionales
| Título           | Equipo       | País      | Año     |
| ---------------- | ------------ | --------- | ------- |
| Primera División | Boca Juniors | Argentina | 2017-18 |